# 25836 Harishvemuri
25836 Harishvemuri (tên chỉ định: 2000 ER29) là một tiểu hành tinh vành đai chính. Nó được phát hiện bởi dự án Nghiên cứu tiểu hành tinh gần Trái Đất Lincoln ở Socorro, New Mexico, ngày 5 tháng 3 năm 2000. Nó được đặt theo tên Harish Srikar Vemuri, an American high school student whose environmental management team project won second place ở the 2009 Giải thưởng Khoa học và Kỹ thuật Intel.